# The Lumberjack Song
The Lumberjack Song är en låt med Monty Python. Låten skrevs av Terry Jones, Michael Palin och Fred Tomlinson.
Låten framfördes offentligt för första gången i det nionde avsnittet av Monty Pythons flygande cirkus, "The Ant: An Introduction" på BBC1 den 14 december 1969. Låten har sedan dess framförts i flera olika former, däribland på film, scen samt på LP-skiva, varje gång inledd med olika sketcher. Under en intervju 2007 berättade Palin att låten skrevs på omkring 15 minuter och kom till då Python-gänget inte kunde komma på ett avslut på den sketch som föregick låten den gången.
Den 14 november 1975 släpptes "The Lumberjack Song" som singel i Storbritannien, på skivbolaget Charisma Records, med "Spam Song" som B-sida.
Låten inleds som en flerstämmig hyllning till den hårt arbetande timmerhuggaren, men vartefter texten fortskrider avslöjas fler och fler pikanta detaljer om timmerhuggarens privata intressen som alltmer visar tendenser till crossdressing. När han slutligen sjunger sin sista vers, där han beskriver hur mycket han tycker om att gå i höga klackar, höfthållare och behå, lämnar kören (klädda som Kanadas ridande polis) scenen i protest.